# Verbascum montenegrinum
Verbascum montenegrinum är en flenörtsväxtart som beskrevs av Ernst Adolf Sagorski och Svante Samuel Murbeck. Verbascum montenegrinum ingår i släktet kungsljus, och familjen flenörtsväxter. Inga underarter finns listade i Catalogue of Life.